# Anne Applebaum
Anne Elizabeth Applebaum (Washington, 25 luglio 1964) è una giornalista e saggista statunitense naturalizzata polacca.

## Biografia
Applebaum è nata nella capitale statunitense da una famiglia ebraica. Laureata all'Università Yale, dove imparò il russo e studiò la Russia, conseguì un master in relazioni internazionali alla London School of Economics. Studiò poi al St Antony's College di Oxford, prima di trasferirsi a Varsavia come corrispondente del settimanale The Economist nel 1988. I suoi servizi giornalistici seguiranno le transizioni politiche e sociali nell'Europa centrale e orientale, intervenute con la fine del dominio sovietico nell'est europeo.
Sposata dal 1992 col politico polacco Radosław Sikorski, ha avuto due figli dal marito: Aleksander e Tadeusz. Ha scritto per molte altre testate giornalistiche: Slate Magazine, The Daily Telegraph e The Sunday Telegraph, The Independent, The Evening Standard. Negli anni novanta ha vissuto dividendosi tra Londra e Varsavia. Dal 2002 al 2006 è membro del comitato editoriale del The Washington Post, del quale è tuttora editorialista.
Il suo primo libro è un diario di viaggio. Nel 2004 vinse il Premio Pulitzer per la saggistica col libro Gulag: storia dei campi di concentramento sovietici, una ricerca durata sei anni sul sistema dei gulag sovietici. A proposito di questo saggio, si è così espressa: «Walter Duranty, famoso corrispondente da Mosca per il The New York Times, vinse un Pulitzer per una serie di articoli che descrivevano i grandi successi dello stalinismo. Il mio premio sembra quasi una forma di giustizia storica».
Il terzo libro, The Iron Curtain, è incentrato sul processo totalitario subito da 8 Stati europei, avvenuto alla fine del secondo conflitto mondiale con l'occupazione militare, parziale o totale, delle armate sovietiche. I popoli di Polonia, Ungheria, Cecoslovacchia, Germania Est, Romania, Bulgaria, Albania e Jugoslavia si videro privare delle libertà, delle libere associazioni, dei partiti politici, delle chiese, dei massmedia indipendenti, una volta imposto il controllo da parte dei comunisti. I governi comunisti aspirarono al controllo totale della vita degli individui, e la coercizione fu il mezzo praticato, tramite l'organizzazione di potenti apparati di polizie segrete, per attuare il terrore, il monopolio delle informazioni e l'economia pianificata. La dominazione dello Stato prevedeva il bando degli altri partiti politici, delle società private, delle scuole private e delle associazioni giovanili. Molti individui furono costretti con la forza a collaborare, alcuni cercarono di resistere.
Nel 2006 si trasferisce a Varsavia, mentre nel 2013 acquisisce la cittadinanza polacca. Ha ottenuto due Duff Cooper Prize: nel 2003 con Gulag e nel 2017 con La Grande Carestia.

## Opere
- (EN) Between East and West: Across the Borderlands of Europe, Pantheon Books, 1994, ISBN 0-679-42150-5.
- Gulag. Storia dei campi di concentramento sovietici [Gulag: A History], traduzione di Luisa Agnese Della Fontana, Collezione Le Scie, Milano, Mondadori, 2004  [2003], ISBN 978-88-04-52651-3. - Collana Oscar Storia n.402, Mondadori, 2005.
- La cortina di ferro. La disfatta dell'Europa dell'Est, 1944-1956 [Iron Curtain: The Crushing of Eastern Europe, 1944-56], Collezione Le Scie, Milano, Mondadori, 2016  [2012], ISBN 978-88-04-66318-8. - Collana Oscar Storia n.214, Mondadori, 2022, ISBN 978-88-047-6325-3.
- From a Polish Country House Kitchen, Chronicle Books, 2012, pp.288, ISBN 1-452-11055-7.
- La Grande Carestia. La guerra di Stalin all'Ucraina [Red Famine: Stalin's War on Ukraine], Collezione Le Scie, Milano, Mondadori, 2019  [2017], ISBN 978-88-047-1103-2. - Collana Oscar Storia n.215, Mondadori, 2022, ISBN 978-88-047-6326-0.
- Il tramonto della democrazia. Il fallimento della politica e il fascino dell'autoritarismo [Twilight of Democracy: The Seductive Lure of Authoritarianism], traduzione di Massimo Parizzi, Collana Frecce, Milano, Mondadori, 2021  [2020], ISBN 978-88-047-3788-9.
- Autocrazie. Chi sono i dittatori che vogliono governare il mondo [Autocracy, Inc.: The Dictators Who Want to Run the World], traduzione di Tullio Cannillo, Collana Frecce, Milano, Mondadori, 2024  [2024], ISBN 978-88-047-8052-6.

### Curatele
- Gulag Voices: An Anthology, Yale University Press, 2011, pp.224, ISBN 978-0-30-017-783-1.